# AMD Instinct
AMD Instinct est la marque de GPU pour centres de données d’AMD,. Elle a remplacé la marque FirePro S d’AMD en 2016. Par rapport à la marque Radeon de produits grand public/joueurs, la gamme de produits Instinct est destinée à accélérer l’apprentissage profond, les réseaux de neurones artificiels et les applications de calcul haute performance/GPGPU.
La gamme de produits AMD Instinct est en concurrence directe avec les gammes de cartes d’apprentissage automatique et les GPGPU Tesla de Nvidia et Xeon Phi et Intel Data Center GPU d'Intel.
La marque était à l’origine connue sous le nom d’AMD Radeon Instinct, mais AMD a retiré la marque Radeon du nom avant l’introduction de l'Instinct MI100 en novembre 2020.
En juin 2022, les supercalculateurs basés sur les processeurs Epyc et les GPU Instinct d'AMD ont pris la tête de la liste Green500 des supercalculateurs les plus économes en énergie avec plus de 50 % d’avance sur tous les autres, et ont occupé les 4 premières places. L’un d’entre eux, le Frontier basé sur AMD, est depuis juin 2022 et en 2023 le supercalculateur le plus rapide du monde sur la liste TOP500,.

## Produits
| Accélérateur | Architecture | Finesse gravure | Nb. Compute Units | Mémoire     | Mémoire | Version PCIe | Form factor    | Puissance de calcul                         | Puissance de calcul                         | Puissance de calcul | Puissance de calcul | Puissance de calcul | Puissance de calcul | Puissance de calcul                     | Puissance de calcul | TBP (W)                      |
| Accélérateur | Architecture | Finesse gravure | Nb. Compute Units | Taille (Go) | Type    | Version PCIe | Form factor    | FP16                                        | BF16                                        | FP32                | FP32 matrix         | FP64                | FP64 matrix         | INT8                                    | INT4                | TBP (W)                      |
| ------------ | ------------ | --------------- | ----------------- | ----------- | ------- | ------------ | -------------- | ------------------------------------------- | ------------------------------------------- | ------------------- | ------------------- | ------------------- | ------------------- | --------------------------------------- | ------------------- | ---------------------------- |
| MI6          | GCN 4        | 14 nm           | 36                | 16          | GDDR5   | 3.0          | PCIe           | 5.7 TFLOPS                                  | N/A                                         | 5.7 TFLOPS          | N/A                 | 358 GFLOPS          | N/A                 | N/A                                     | N/A                 | 150                          |
| MI8          | GCN 3        | 28 nm           | 64                | 4           | HBM     | 3.0          | PCIe           | 8.2 TFLOPS                                  | N/A                                         | 8.2 TFLOPS          | N/A                 | 512 GFLOPS          | N/A                 | N/A                                     | N/A                 | 175                          |
| MI25         | GCN 5        | 14 nm           | 64                | 16          | HBM2    | 3.0          | PCIe           | 26.4 TFLOPS                                 | N/A                                         | 12.3 TFLOPS         | N/A                 | 768 GFLOPS          | N/A                 | N/A                                     | N/A                 | 300                          |
| MI50         | GCN 5        | 7 nm            | 60                | 16          | HBM2    | 4.0          | PCIe           | 26.5 TFLOPS                                 | N/A                                         | 13.3 TFLOPS         | N/A                 | 6.6 TFLOPS          | N/A                 | 53 TOPS                                 | N/A                 | 300                          |
| MI60         | GCN 5        | 7 nm            | 64                | 32          | HBM2    | 4.0          | PCIe           | 29.5 TFLOPS                                 | N/A                                         | 14.7 TFLOPS         | N/A                 | 7.4 TFLOPS          | N/A                 | 59 TOPS                                 | N/A                 | 300                          |
| MI100        | CDNA (en)    | 7 nm            | 120               | 32          | HBM2    | 4.0          | PCIe           | 184.6 TFLOPS                                | 92.3 TFLOPS                                 | 23.1 TFLOPS         | 46.1 TFLOPS         | 11.5 TFLOPS         | N/A                 | 184.6 TOPS                              | N/A                 | 300                          |
| MI210        | CDNA 2       | 6 nm            | 104               | 64          | HBM2e   | 4.0          | PCIe           | 181 TFLOPS                                  | 181 TFLOPS                                  | 22.6 TFLOPS         | 45.3 TFLOPS         | 22.6 TFLOPS         | 45.3 TFLOPS         | 181 TOPS                                | 181 TOPS            | 300                          |
| MI250        | CDNA 2       | 6 nm            | 208               | 128         | HBM2e   | 4.0          | OAM            | 362.1 TFLOPS                                | 362.1 TFLOPS                                | 45.3 TFLOPS         | 90.5 TFLOPS         | 45.3 TFLOPS         | 90.5 TFLOPS         | 362.1 TOPS                              | 362.1 TOPS          | 560                          |
| MI250X       | CDNA 2       | 6 nm            | 220               | 128         | HBM2e   | 4.0          | OAM            | 383 TFLOPS                                  | 383 TFLOPS                                  | 47.92 TFLOPS        | 95.7 TFLOPS         | 47.9 TFLOPS         | 95.7 TFLOPS         | 383 TOPS                                | 383 TOPS            | 560                          |
| MI300A       | CDNA 3       | 6 & 5 nm        | 228               | 128         | HBM3    | 5.0          | APU socket SH5 | 980.6 TFLOPS 1961.2 TFLOPS (with Sparsity)  | 980.6 TFLOPS 1961.2 TFLOPS (with Sparsity)  | 122.6 TFLOPS        | 122.6 TFLOPS        | 61.3 TFLOPS         | 122.6 TFLOPS        | 1961.2 TOPS 3922.3 TOPS (with Sparsity) | N/A                 | 550 760 (avec refr. liquide) |
| MI300X       | CDNA 3       | 6 & 5 nm        | 304               | 192         | HBM3    | 5.0          | OAM            | 1307.4 TFLOPS 2614.9 TFLOPS (with Sparsity) | 1307.4 TFLOPS 2614.9 TFLOPS (with Sparsity) | 163.4 TFLOPS        | 163.4 TFLOPS        | 81.7 TFLOPS         | 163.4 TFLOPS        | 2614.9 TOPS 5229.8 TOPS (with Sparsity) | N/A                 | 750                          |